# Rode wegslak
De rode wegslak (Arion rufus) is een soms knalrode naaktslak uit de familie van de wegslakken. De soort is inheems in West- en Centraal-Europa.

## Naamgeving
De soort wordt ook wel grote wegslak of gewone wegslak genoemd. 
De wetenschappelijke naam van de soort werd voor het eerst voorgesteld door Carl Linnaeus in 1758. Oorspronkelijk werd de wetenschappelijke naam Arion (Lochea) rufus gebruikt.
De geslachtsnaam Arion is afgeleid van het Griekse areíones, dat 'vrij vertaald 'slak-achtige' betekent. Andere bronnen suggereren een relatie met de Griekse dichter Arion. De soortaanduiding rufus is afgeleid van het Latijnse rūfus en betekent rood.

## Kenmerken
Deze naaktslak kan bijna 20 centimeter lang worden en 2 centimeter breed, maar de meeste exemplaren zijn veel kleiner, ongeveer 10 tot 15 centimeter. De kleur is variabel, van oranje tot knalrood, maar ook bruine, groengrijze en geheel zwarte exemplaren komen voor, die echter altijd een rode rand rond de voet hebben. De kop en tentakels zijn bruin tot donkerbruin en hebben een zeer kenmerkende lijnentekening, die bij zwarte exemplaren niet te zien is. 
Het mantelschild is ovaal en net voor het midden zit de ademopening. Bij verstoring krimpt de slak ineen en vormt een bal, terwijl de huid slijm afscheidt ter verdediging. De huid van het mantelschild lijkt op fijn schuurpapier, de huid erachter is sterk in de lengte gerimpeld en heeft daardoor een regelmatig patroon van langwerpige bultjes. De voet is gespierder dan bij veel andere soorten, en kent een duidelijk golvende beweging bij het kruipen.
Deze slakken hebben, in tegenstelling tot de Limacidae, geen inwendige schelp, er zijn alleen nog enkele harde korreltjes in een speciaal beursje.
Tijdens het kruipen wordt een dikke laag slijm aangemaakt. Deze soort is gevoelig voor uitdroging waardoor alleen na de dauw en na regenval gekropen wordt; bij droger weer zit deze slak verstopt onder een object of in een dichte struik. De rode wegslak is tweeslachtig maar paart wel. Na wederzijdse bevruchting worden de transparante eitjes afgezet in klei en holletjes in de grond.

## Verspreiding
De rode wegslak komt voor in West- en Centraal-Europa en als exoot in Noord-Amerika in Brits-Columbia, een provincie van Canada. Waarschijnlijk heeft de bloemen- en fruitexport een rol gespeeld en is de slak meegelift. Op zijn beurt ondervindt deze slak in zijn oorspronkelijke verspreidingsgebied concurrentie van de Spaanse wegslak. Deze exoot is algemeen en wijdverspreid, ook in de meeste delen van Nederland. Er is sprake van voedselconcurrentie maar ook van hybridisatie. De Spaanse wegslak is alleen van Arion rufus te onderscheiden op grond van anatomische kenmerken.
Het geprefereerde biotoop bestaat uit vochtige loofbossen, gemengde bossen, wegbermen, akkers, tuinen, graslanden en bosranden, ook in de buurt van menselijke activiteiten.

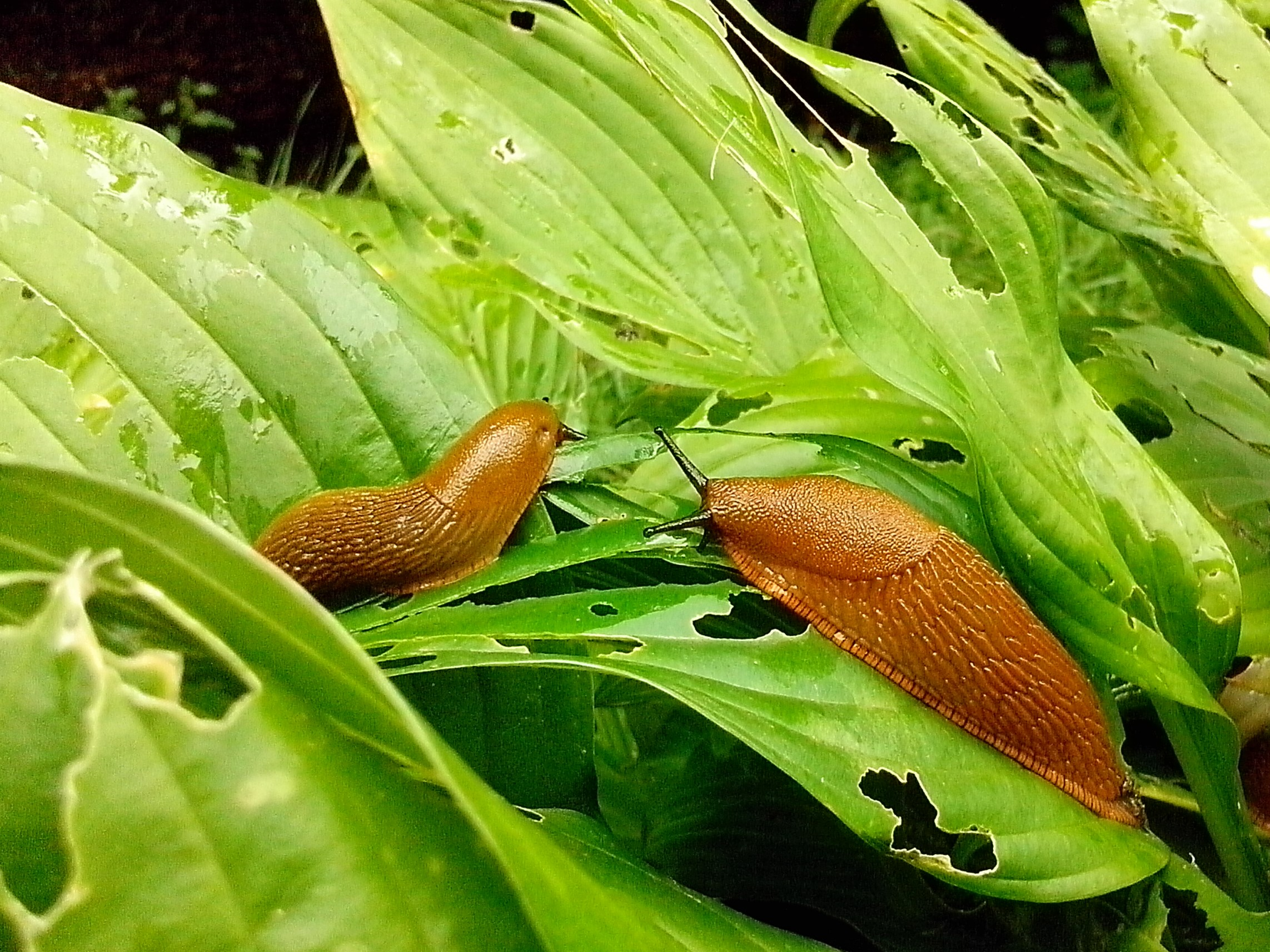
Etende exemplaren
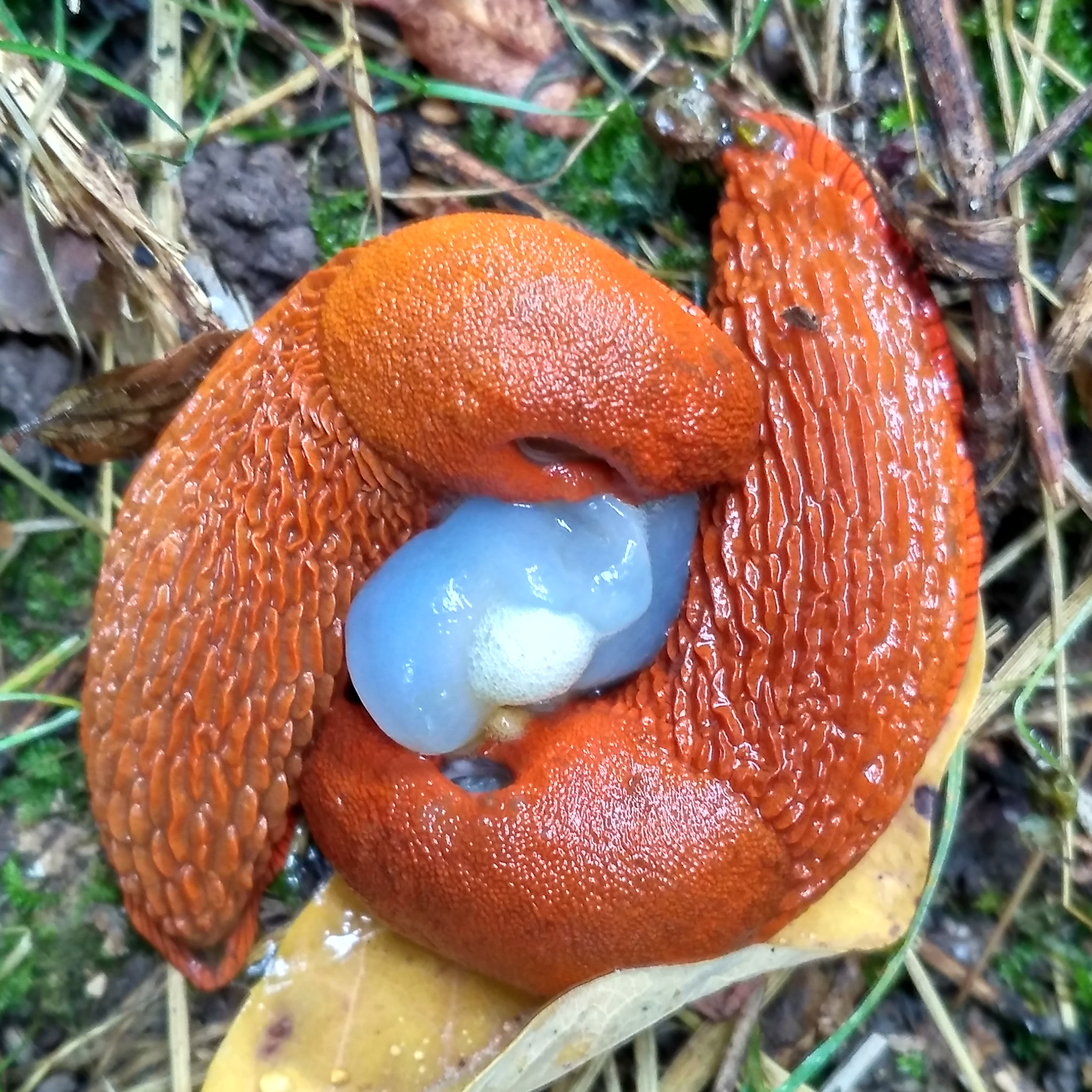
Paring
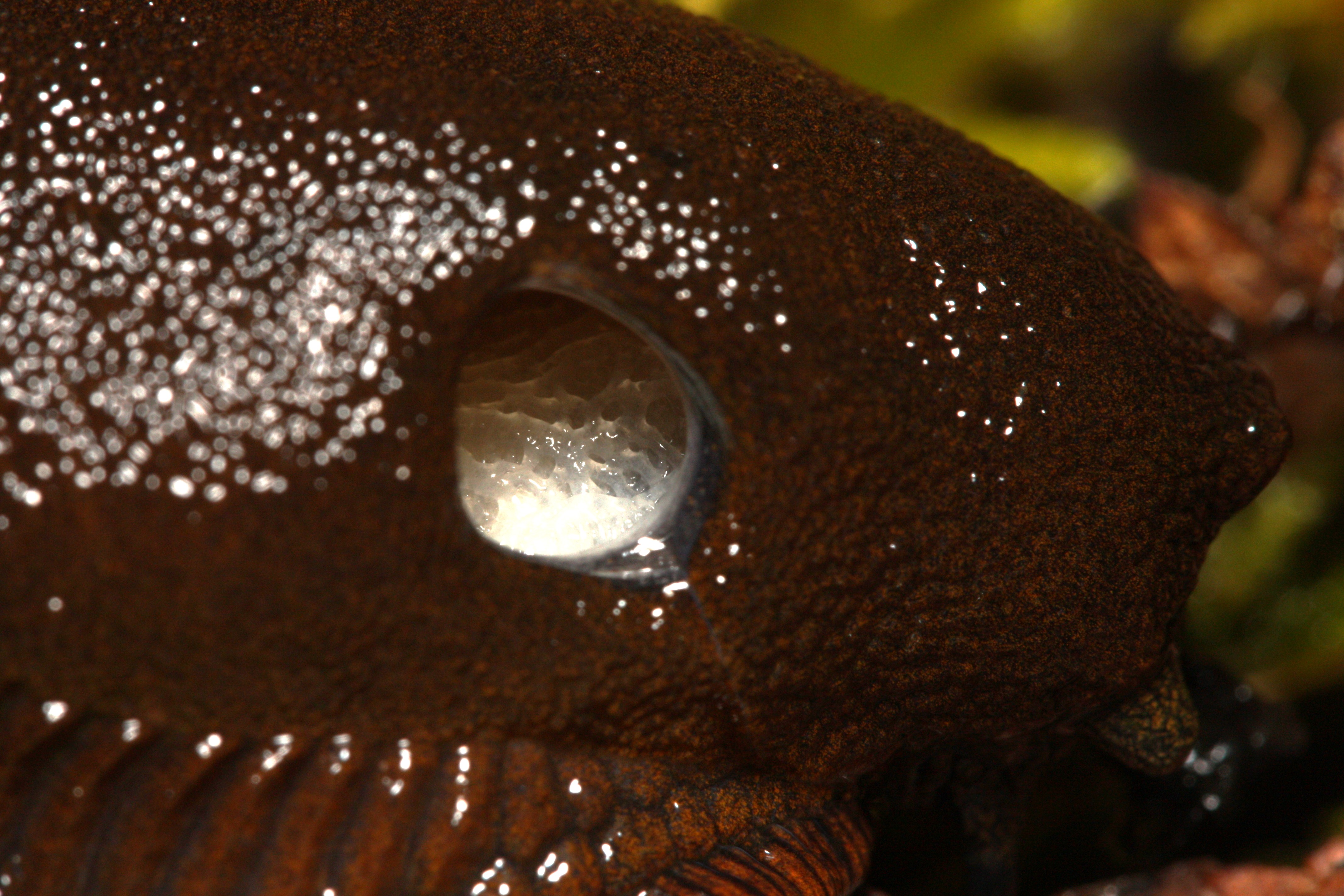
Detail van de ademopening
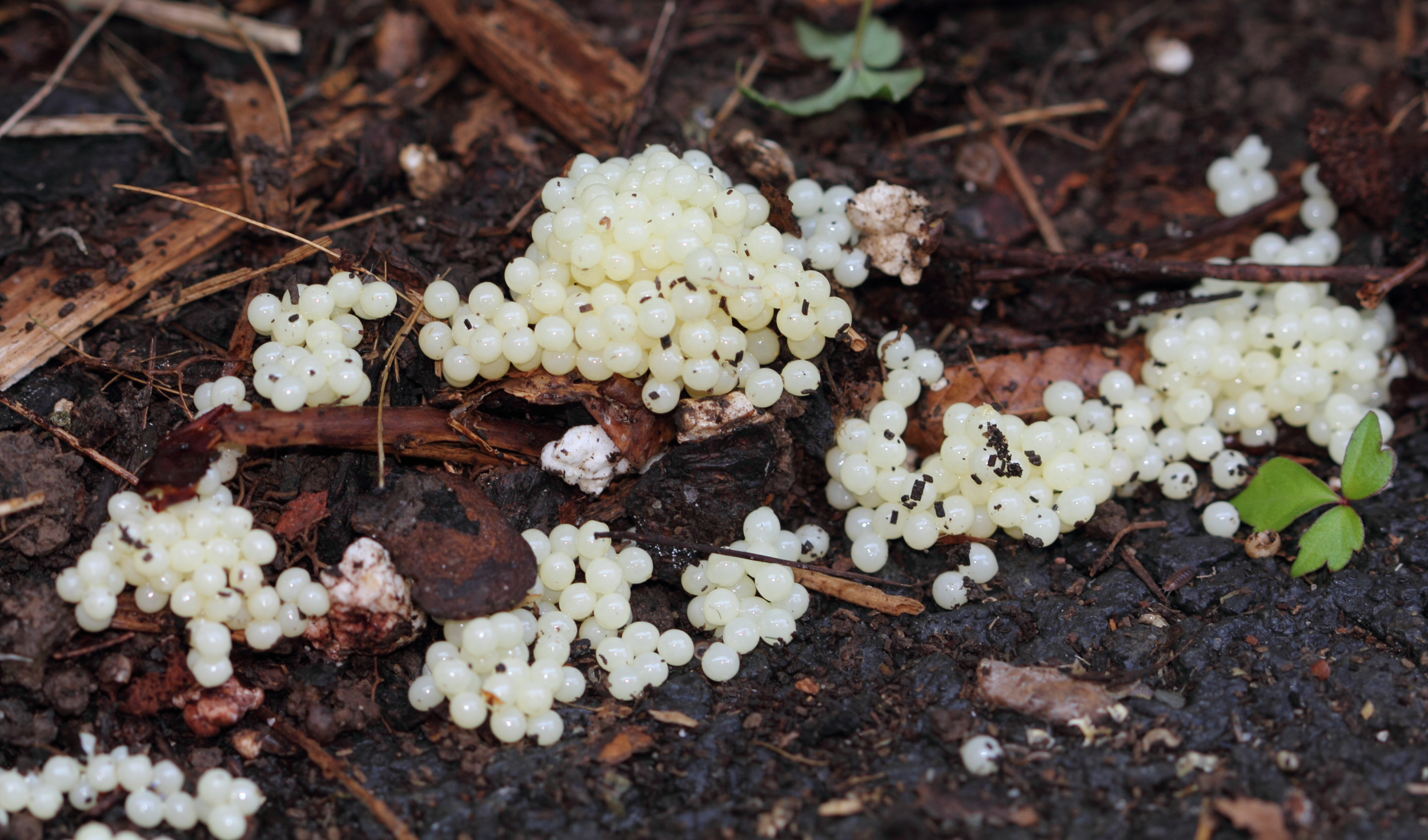
Eieren